# Cuprosklodowskiet
Het mineraal cuprosklodowskiet is een koper-uranium-silicaat, dat behoort tot de nesosilicaten. Het kristalstelsel is monoklien en het komt meestal voor als groene, globulaire kristallen. Door de aanwezigheid van uranium is het zeer sterk radioactief (groter dan 70 Bq/gram).

## Naamgeving
De naam van het mineraal is samengesteld uit het Latijnse woord voor koper, cuprum, en de geboortenaam van Marie Curie, Skłodowska.